# Henry T. Hazard
Henry T. Hazard (né en juillet 1844, mort le 7 août 1921 à Los Angeles) est un pionnier californien, juriste, qui a été maire de Los Angeles républicain entre 1889 et 1892.
Il a été élu procureur de la ville en 1881, membre de l'assemblée en 1884, puis maire en 1889, réélu pour un deuxième mandat en 1891.
Son nom a été donné à un parc de la ville de Los Angeles, Hazard Park.